# Yang guang tian shi
Yang guang tian shi (cinese tradizionale: 陽光天使; cinese semplificato: 阳光天使; titolo internazionale Sunshine Angel), conosciuto anche con il titolo di Sunny Girl, è una serie televisiva taiwanese del 2011, i cui protagonisti sono Rainie Yang e Wu Chun dei Fahrenheit. Prodotta dalla Comic International Productions (可米國際影視事業股份有限公司), la serie ha iniziato le riprese, spostandosi tra Taiwan, Cina e Giappone, a maggio del 2010, concludendole il 21 settembre dello stesso anno. Dopo alcuni diverbi legali tra la produzione cinese e quella taiwanese del teen drama, è stato deciso che sarebbe stato trasmesso nel 2011. La serie può considerarsi un remake del teen drama sudcoreano The Successful Story of Bright Girl.

## Colonna sonora
- Sigla di apertura: Sunny, di Boney M
- Sigla di chiusura: Bu Neng Gaosu Wo (不能告訴我, Non me lo so spiegare), di Nylon Chen

## Trama
Sunshine/Chen Yang Guang (Rainie Yang) è una ragazza giapponese, povera ma sempre allegra, che vive con la nonna affettuosa che sacrificherebbe tutto per lei. Sebbene i suoi genitori la amino, sono persone estremamente irresponsabili e l'hanno lasciata con un debito di 100.000 yen. La storia inizia con i debitori che danno alla ragazza un ultimatum: se non riesce a pagare il debito dei suoi genitori, verrà messa in prigione per 300 giorni oppure assunta come governante di una famiglia ricca senza possibilità di riscuotere il suo salario, che verrà usato invece come pagamento del debito fino a sua estinzione.
La ragazza accetta la seconda opzione, tuttavia, prima che riesca ad andare via, accade che Yaxin (Wu Chun), il giovane e ricco presidente della compagnia di cosmetici "A Lovera", cade attraverso il tetto di paglia della doccia di Yang Guang. Si scopre che il giovane stava facendo paracadutismo, ma il suo paracadute si era rotto. Sfortunatamente per lei, si viene a scoprire che la famiglia di Yaxin è proprio quella per cui andrà a lavorare come cameriera. Inizialmente i due giovani si sopportano malamente, lui la prende in giro dicendole che si veste come una persona anziana, mentre lei pensa che il ragazzo sia come un bambino irragionevole e viziato. Tuttavia, come nella più grande tradizione dei teen drama, con il passare dei giorni iniziano a provare dei sentimenti l'uno per l'altra.
Durante tutto questo tempo c'è una persona, Gun Fei, vecchio amico d'infanzia di Yaxin, che complotta per distruggere il ricco rampollo. Sebbene a volte Gun Fei si chieda se quello che sta facendo sia giusto, viene spronato dagli ordini di suo padre e dal suo amore per Angela, una ragazza che a sua volta è innamorata di Yaxin. Anche lei è una vecchia amica d'infanzia di Gun Fei e Yaxin, tuttavia sembra non aver mai notato che il primo ha iniziato ad amarla ben prima che lei cominciasse a provare dei sentimenti per Yaxin.
Nonostante l'affetto mostrato da Angela, Yaxin è totalmente assorbito dal lavoro e non passa molto tempo con lei, causandole una crisi di gelosia quando la ragazza scopre che il giovane passa diverso tempo con Yang Guang. Quest'ultima, che continua a lavorare per la famiglia, contagia con il suo ottimismo dirompente lo stesso Yaxin, che ovviamente si innamora di lei.
Angela, disperata, annuncia allora il suo fidanzamento con Yaxin, mentendo a sua madre, la quale altresì è stata come una madre per lo stesso Yaxin, dopo che la sua genitrice biologica è morta. Inoltre, Angela uccide per errore la nonna di Yang Guang, andandole addosso in un incidente stradale. Gun Fei utilizza quest'ultimo episodio come scusa per convincerla ad andare a studiare all'estero per un anno, dicendole che non sopporta di vederla insieme ad un uomo che non la ama. Nel frattempo Yang Guang, che è riuscita con successo a ripagare il suo vecchio debito, sparisce per un anno dopo aver scoperto che Yaxin è ufficialmente fidanzato.
Un anno più tardi, i quattro si incontrano di nuovo per coincidenza. Yaxin dice allora ad Angela che in realtà non la ama, e che pensa di chiedere la mano a Yang Guang dopo averle rivenduto la sua stessa casa, che aveva in precedenza comprato quando i genitori biologici della ragazza l'avevano messa in vendita. Sfortunatamente, durante questo periodo di tempo, Gun Fei è divenuto abbastanza potente da poter mandare in bancarotta sia il suo vecchio amico che la madre di Angela, la quale possiede l'altra metà della compagnia di cosmetici della quale Yaxin è presidente. Angela lo aiuta, donandogli le schede di memoria di sua madre e di Yaxin, che Gun Fei distrugge prontamente. In questo modo, Yaxin viene presto rimosso dal proprio incarico e privato di tutti i beni, gli viene impedito l'accesso nella sua stessa casa e diventa un senzatetto. Tuttavia, da quando si sono incontrati di nuovo, Yang Guang è sempre stata al suo fianco per aiutarlo a superare le difficoltà, e la serie si conclude con un legame sempre più stretto tra i due, che iniziano a lavorare insieme per riprendere possesso della compagnia di Yaxin.

## Cast
- Wu Chun: Di Yaxin (狄雅辛)
- Rainie Yang: Chen Yang Guang (陳陽光)
- Liu Zi Yan: Angela (殷安琪)
- Zhang Jun Ning: Geng Fei (耿非)
- Lee Shiau Shiang: Ai Ying Shan (艾英善)
- Gu Bao Ming: Yang Yi Lang (陽一郎)
- Zhao Shu Hai: Geng Gu Wen (耿顧問)
- Wu Qian Qian: Elizabeth (殷董事長)
- Nakano Ryoko (中野良子): nonna di Yang Guang
- Muto Nobutomi (武藤信美): Xiao Lin He Zi (小林和子)
- Zhang Guang Lei (張光磊): Qi Lei (齊磊)
- Bai Yun (白雲): Liao Qian Yu (廖建宇)
- Ya Zi (丫子): sorella di Liao
- Ryu Soo Young: Oh Joon Tae (cugino di Gi Tae)

## Ospiti
- Jiro Wang: Jiro
- Calvin Chen: Calvin
- Aaron Yan: Weng Shu Xiu (温舒秀)